# Carlos Alberto González Príncipe
Carlos Alberto González Príncipe (Vigo, 27 de maig de 1956) és un polític gallec.
És pediatre del Centre de Salut de Teis (Vigo). Professor associat de l'Escola d'Infermeria de Vigo (1980-1982). Membre d'Amnistia Internacional, de Metges del Món i de Mans Unides. Afiliat a la Unió General de Treballadors (UGT). Ha publicat més de 45 assajos de pediatria a Espanya i a l'estranger. Premi Suárez Perdiguero de nutrició infantil. Té quatre fills.
Va militar al PSOE, partit pel qual va ser tinent d'Alcalde (1983-1991 i el 1999), portaveu del Grup Socialista de l'Ajuntament de Vigo (Pontevedra) durant el període 1995-1999. Va ser alcalde de Vigo (1991-1995) en coalició amb el Partit Socialista Gallec-Esquerda Galega i el Bloc Nacionalista Gallec, amb el qual va tenir diverses disputes, diputat al Parlament de Galícia (1990-1993) i senador (1996-2004) on va ser secretari segon en la Comissió de Pressupostos i Viceportaveu a la Comissió d'Agricultura, Ramaderia, Pesca i Alimentació.
El gener de 2015 fou expulsat del PSOE, després que critiqués alguns membres del partit amb acusacions de corrupció.